# Tétaigne
Tétaigne è un comune francese di 88 abitanti situato nel dipartimento delle Ardenne nella regione del Grand Est.

## Società

### Evoluzione demografica
Abitanti censiti